# 9.º Jamboree Mundial Escoteiro
O 9.º Jamboree Mundial Escoteiro, também conhecido como Jubilee Jamboree, foi realizado em Sutton Park, cidade real de Sutton Coldfield, Warwickshire, Inglaterra, por doze dias durante agosto de 1957. O Jamboree marcou dois marcos, pois foi o 50.º aniversário do movimento Escotismo desde seu início na Ilha de Brownsea e o 100.º aniversário do nascimento do fundador do Escotismo, Robert Baden-Powell.
Paralelamente ao Jamboree Mundial, aconteceu o 2.º World Scout Indaba e o 6.º World Rover Moot, bem como o terceiro Girl Guide World Camp.

## Visão geral
Todos os eventos ocorreram em locais adjacentes dentro de Sutton Park, localizado em Sutton Coldfield. Além dos 33.000 participantes de 85 países, outros 17.000 escoteiros britânicos acamparam em outros locais organizados, espalhados por um raio de quinze milhas de Sutton Park e participaram dos eventos diários organizados no acampamento principal, totalizando 50.000 escoteiros em residência, com mais 7.000 sendo transportados de ônibus de locais por toda a Inglaterra para visitas de um dia que se espalharam ao longo dos 12 dias do Jamboree.

## Controle e organização
O vasto empreendimento estava sob a liderança de Sir Robert Lockhart, Subchefe do Escoteiro, como Chefe do Campo. Ele foi auxiliado pelo chefe executivo dos escoteiros, Fred Hurll, que era vice-chefe do campo. O Comissário Executivo do Jamboree foi Kenneth H. Stevens, o comissário permanente em Gilwell Park, o acampamento permanente do Escotismo perto de Londres, que supervisionou a organização dos muitos locais de acampamento satélite.

## Endereços
O Jamboree foi oficialmente inaugurado em 1 de agosto pelo Príncipe Philip, duque de Edimburgo, acompanhado pelo primeiro-ministro britânico, Harold Macmillan. O Jamboree foi encerrado em 12 de agosto pelo World Chief Guide, Olave, Lady Baden-Powell, que discursou alternadamente em inglês e francês.  Lady Baden-Powell estava acompanhada pelo Lord Mayor de Birmingham .

## Eventos
Durante este Jubileu Jamboree, o líder escoteiro e radioamador Les Mitchell anunciou sua ideia do Jamboree on the Air permitindo que os escoteiros em todo o mundo que não puderam comparecer pudessem experimentar o evento pelo rádio e realizar "encontros" anuais de rádio. O evento de 1957 foi o primeiro Jamboree realizado na Inglaterra a ter seus próprios selos postais comemorativos produzidos pelo General Post Office .
Em conjunto com o Jamboree, a Associação de Escotismo promoveu um Gang Show de uma semana no Hippodrome Theatre no centro de Birmingham entre 5 e 10 de agosto, liderado por Ralph Reader e apresentando o elenco de 150 pessoas de seu Gang Show em Londres. Ônibus foram fornecidos todas as noites para levar até 500 campistas ao centro da cidade para o show.
Trens fretados de excursão ferroviária diária foram instalados para transportar os escoteiros internacionais em viagens turísticas para várias cidades britânicas, incluindo Nottingham, Leicester, Swindon, Loughborough, Stoke-on-Trent, Londres e Cardiff . Um dia, a Rainha Elizabeth visitou o hospital do campo onde muitos estavam sendo tratados para gripe.
O evento é comemorado por um pequeno pilar de pedra no centro de Sutton Park que ainda está próximo ao local do discurso de encerramento de Lady Baden-Powell.
O clima durante os 12 dias variou de uma onda de calor opressiva de verão a dois dias de chuvas torrenciais que transformaram muitos caminhos em atoleiros. Muitos dos escoteiros americanos tiveram a sorte de que a Força Aérea dos Estados Unidos trouxesse camas para evitar dormir na água que inundava muitos acampamentos. 